# Michael Foot (Historiker)

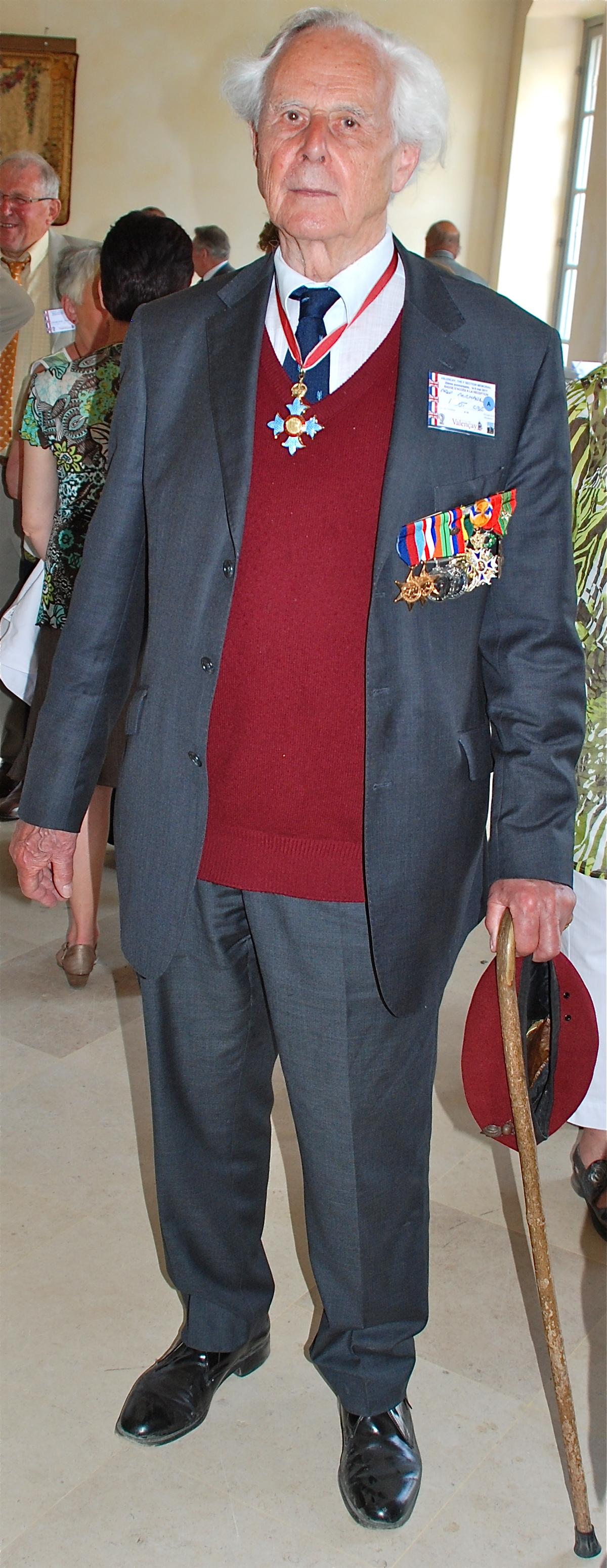
Michael Foot, 2011

Michael Richard Daniell Foot, kurz M. R. D. Foot, (* 14. Dezember 1919; † 18. Februar 2012) war ein britischer Historiker. Sein Spezialgebiet waren die politische Geschichte Englands im 19. Jahrhundert und der Zweite Weltkrieg, speziell britische verdeckte Operationen wie die der SOE.
Foot kam aus einer Familie von Berufssoldaten sowohl in der British Army als auch bei der Royal Navy (er war mit Admiral Jacky Fisher verwandt). Er besuchte das Winchester College und begann sein Studium in Oxford, als der Zweite Weltkrieg ausbrach, in dem er bei den Pionieren (Royal Engineers) und dann als Geheimdienstoffizier bei der SAS war. Im Lauf der Invasion sprang er über Frankreich ab, arbeitete mit der Resistance zusammen und war eine Weile Kriegsgefangener in St. Nazaire. Bei seinem dritten Fluchtversuch wurde er vom Sohn des Bauern, bei dem er sich versteckte, zusammengeschlagen und kam im Gefangenenaustausch verwundet zurück nach England. Ende des Krieges war er Major und erhielt das Croix de guerre. Nach dem Krieg lehrte er 1953 bis 1959 als Lecturer an der Universität Oxford, ging dann ans Institute of Strategic Studies und war dann Professor für Moderne Geschichte an der University of Manchester. 1973 trat er von der Professur zurück, weil er wie er sagte die Betreuung von Studenten für so interessant wie die Arbeit eines Parkuhren-Kontrolleurs hielt, war bis 1975 Direktor des European Discussion Centre des Außenministeriums und widmete sich danach der Schriftstellerei.
Er war offizieller Historiker der SOE und publizierte mehrere Bücher über ihre Operationen. Die Einladung dazu erfolgte 1960 durch das Außenministerium, nachdem man dort über Vorwürfe von Ineffizienz und Gefühllosigkeit gegen die eigenen Agenten in Veröffentlichungen unzufrieden war. 1966 erschien seine Geschichte des SOE, was wie schon zuvor bei anderen Büchern über das Thema zu kontroversen Diskussionen und Klagen ehemaliger Angehöriger des SOE führte. Trotzdem galt seine Darstellung bald als Standardwerk. Er war der Herausgeber der ersten drei (von zehn) Bänden der Tagebücher von William Ewart Gladstone.
2001 wurde er CBE.
Nach dem Nachruf im Daily Telegraph ist er eine der wenigen Personen, die in einem von John le Carrés Spionageromanen unter seinem wirklichen Namen erwähnt wurden.
Er war sehr entfernt mit dem Politiker Michael Foot verwandt. Er war dreimal verheiratet und hatte einen Sohn und eine Tochter aus zweiter Ehe. In erster Ehe war er mit Philippa Foot verheiratet.

## Schriften
- mit John L. Hammond: Gladstone and Liberalism. English Universities Press, London 1952.
- British Foreign Policy since 1898. Hutchinson, London 1956.
- Men in Uniform. Military Manpower in Modern Industrial Societies (= Studies in International Security. 3, ISSN 0081-8089). Weidenfeld and Nicolson for the Institute for Strategic Studies, London 1961.
- SOE in France. An Account of the Work of the British Special Operations Executive in France. 1940–1944 (= History of the Second World War. Sonderbd. 2). Her Majesty’s Stationery Office, London 1966.
- als Herausgeber mit Henry C. G. Matthew: The Gladstone Diaries. Band 1–4. Clarendon Press, Oxford 1968–1974.
- als Herausgeber: War and Society. Historical Essays in Honour and Memory of J. R. Western 1926–1971. Elek, London 1973.
- Resistance. An Analysis of European Resistance to Nazism. 1940–1945. Methuen, London 1977, ISBN 0-413-34710-9.
- Six Faces of Courage. Methuen, London 1978, ISBN 0-413-39430-1.
- mit James M. Langley MI9. The British Secret Service that fostered Escape and Evasion 1939–1945, and its American Counterpart. Bodley Head, London 1979, ISBN 0-370-30086-6.
- Vorwort in: Antonia Hunt Little Resistance. A Teenage English Girl’s Adventures in Occupied France. Cooper, London 1982, ISBN 0-436-20987-X.
- SOE. An Outline History of the Special Operations Executive, 1940–1946. British Broadcasting Corporation, London 1984, ISBN 0-563-20193-2.
- Art and War. Twentieth Century Warfare as depicted by War Artists. Headline, London 1990, ISBN 0-7472-0286-9.
- Open and Secret War, 1938–1945. University of Texas at Austin – College of Liberal Arts – Harry Ransom Humanities Research Center, Austin TX 1991.
- als Herausgeber mit Ian C. B. Dear: The Oxford companion to the Second World War. Oxford University Press, Oxford u. a. 1995, ISBN 0-19-214168-6.
- Vorwort in: Peter Wilkinson: Foreign Fields. The Story of an SOE Operative. Tauris, London u. a. 1997, ISBN 1-86064-205-5.
- SOE in the Low Countries. St Ermin’s Press, London 2001, ISBN 1-903608-04-X.
- als Herausgeber: Secret Lives. Lifting the Lid on Worlds of Secret Intelligence. Oxford University Press, Oxford u. a. 2002, ISBN 0-19-860637-0.
- Vorwort in: André Hue, Ewen Southby-Tailyour: The Next Moon. The remarkable True Story of a British Agent behind the Lines in Wartime France. Viking, London 2004, ISBN 0-670-91478-9.
- Vorwort in: Richard Brooks: Clandestine Sea Operations in the Mediterranean, North Africa and the Adriatic. 1940–1944 (= Secret Flotillas. Bd. 2). 2nd edition. Whitehall History Publishing in association with Frank Cass, London u. a. 2004, ISBN 0-7146-5314-4.